# 大平台乡
大平台乡，是中华人民共和国河北省邢台市广宗县下辖的一个乡镇级行政单位。

## 行政区划
大平台乡下辖以下地区：
大平台村、烧瓦庄村、前马井村、后马井村、东马鲁村、陈家湾村、大柏社村、乔柏社村、史柏社村、小柏社村、后清村、中清村、前清村、洗马村、后平台村、白刘庄村、李怀村、北葛村、南葛村、李么村、王常相村、陈家庄村、谷常相村、王庄村、唐常相村、徐家庄村、东牛庄村、西牛庄村、周田庄村、贺南苏村、李南苏村、崔南苏村和刘南苏村。